# استیو هاج
استیو هاج (به انگلیسی: Steve Hodge) زادهٔ ۲۵ اکتبر ۱۹۶۲ بازیکن فوتبال اهل انگلستان بود که سابقهٔ بازی در تیم ملی فوتبال انگلستان را در کارنامهٔ خود دارد. وی در تاریخ ۲۶ مارس ۱۹۸۶ نخستین بازی ملی خود را در مقابل تیم ملی فوتبال اتحاد جماهیر شوروی سوسیالیستی انجام داد و با حضور در ۲۴ بازی ملی، در تاریخ ۱ مه ۱۹۹۱ واپسین بازی ملی‌اش را در برابر تیم ملی فوتبال ترکیه برگزار کرد.